# Benjaminia pellogonia
Benjaminia pellogonia är en stekelart som beskrevs av David B. Wahl 1989. Benjaminia pellogonia ingår i släktet Benjaminia och familjen brokparasitsteklar. Inga underarter finns listade.